# 赫恩哈特
赫恩哈特是奥地利上奥地利州因河畔布劳瑙县的一个市镇。总面积22平方公里，总人口1366人，人口密度62.1人/平方公里（2005年）。